# Фіндхад мак Гаррху
Фіндхад мак Гаррху (Фінкат мак Гаррхон; давньоірл. Findchad mac Garrchu, Fincath mac Garrchon; загинув у 485 році) — король Лейнстеру (483—485) з роду Уї Гаррхон (гілки Дав Мессін Корб).

## Біографія
Фіндхад був сином родоначальника клану Уї Гаррхон Гаррху мак Фотайда і нащадком в п'ятому поколінні Ку Корба, предка всіх ранньосередньовічних Лейнстерских династій . Точно невідомо, коли Фіндхад став вождем Уї Гаррхон, так як у «Житіє святого Патрика» збереглися відомості про зустріч цього святого з королем Дрік Кріу, що жив, приблизно, в один час з Гаррху мак Фотайдом .
Фіндхад мак Гаррху не згадується як монарх в королівських списках, що збереглися в «Лейнстерській книзі», однак наділяється королівським титулом в «Анналах Інішфаллена». Пізніша історична традиція, що закріпилася в інших ірландських анналах, вважала Фіндхада мак Гаррху тільки правителем «підлеглого племені», які перебували в залежності від Лейнстерських королів з клану Уї Хеннселайг  . На підставі аналізу джерел про Лейнстер V століття істориками було зроблено припущення, що під впливом родів Уї Хеннселайг, Уї Дунлайнге та Уї Нейлли, у залежність від яких до X століття потрапили монастирські центри літописання Ірландії, відомості середньовічних анналів були спотворені і в них були внесені дані, сприятливі для представників цих родів, які здебільшого не відповідали історичній дійсності .
Ймовірно, Фіндхад став королем Лейнстеру після загибелі в 483 році свого далекого родича Крімтанна мак Ендая з роду Уї Хеннселайг. Про обставини переходу престолу Лейнстера від представника Уї Хеннселайг до представника Уї Гаррхон нічого невідомо .
Правління Фіндхада мак Гаррху збіглося з активізацією військової діяльності членів роду Уї Нейллів, які бажали розширити свої володіння за рахунок земель Лейнстера. Аннали повідомляють, що вже в 485 році Фіндхад зазнав поразки і загинув в першій битві при Гранайрете (сучасному Гранарді). Переможцем битви був або Кайрпре мак Нейлл, або Муйрхертах мак Еркан. Швидше за все, це був Кайрпре мак Нейлл, про якого відомо, що він, завоювавши північні області лейнстерского Тетбу, заснував тут королівство .
Після загибелі Фіндхада мак Гаррху новим правителем Лейнстеру став його син Фроех мак Фіндхада .